# Getryggsområdet
Getryggsområdet är ett naturreservat i Ljusnarsbergs kommun i Örebro län.
Området är naturskyddat sedan 2003 och är 47 hektar stort. Reservatet som genomkorsas av en mindre rullstensås består av barrskog med inslag av lövträd, myrar och små tjärnar.